# Jules Goux

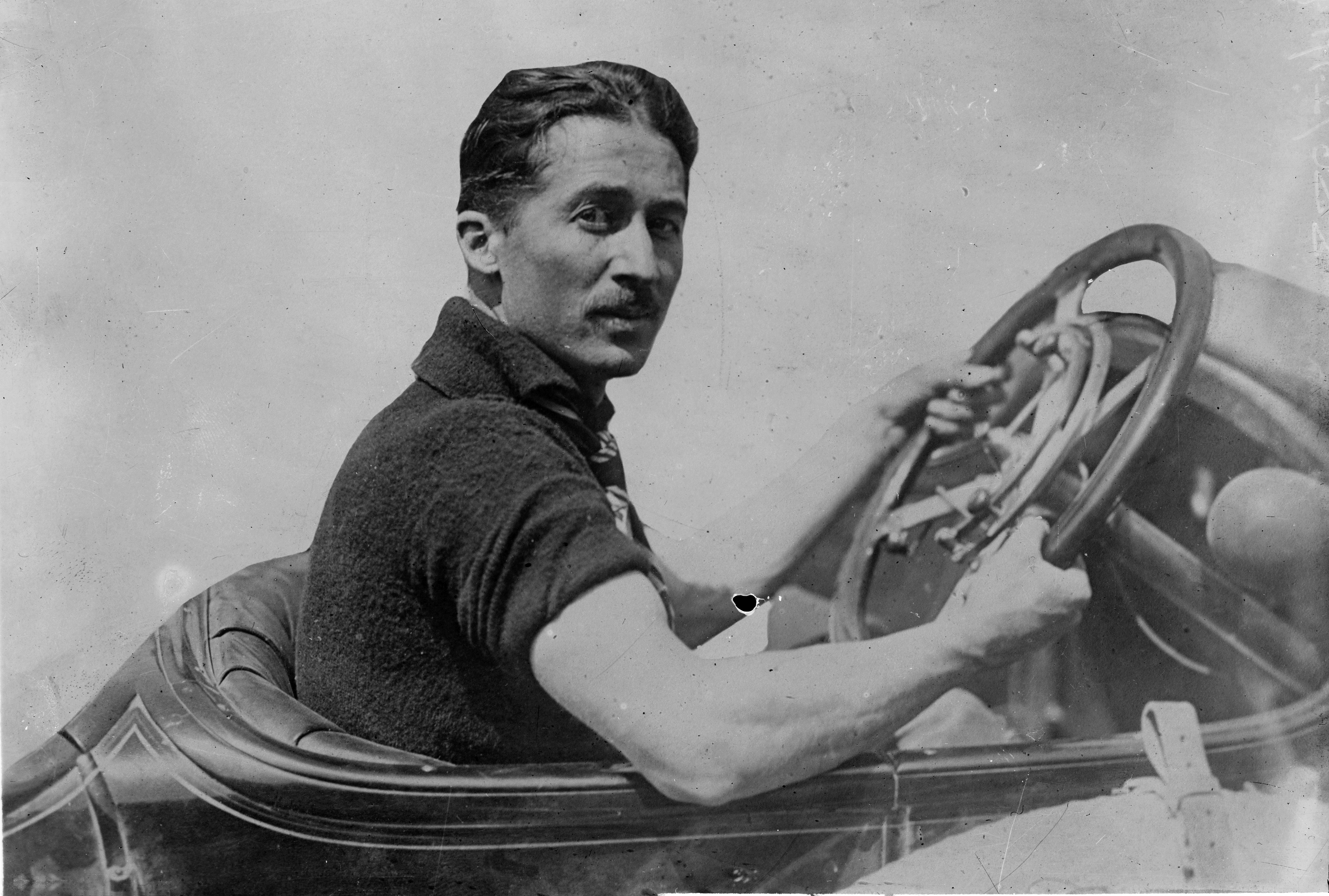
Jules Goux

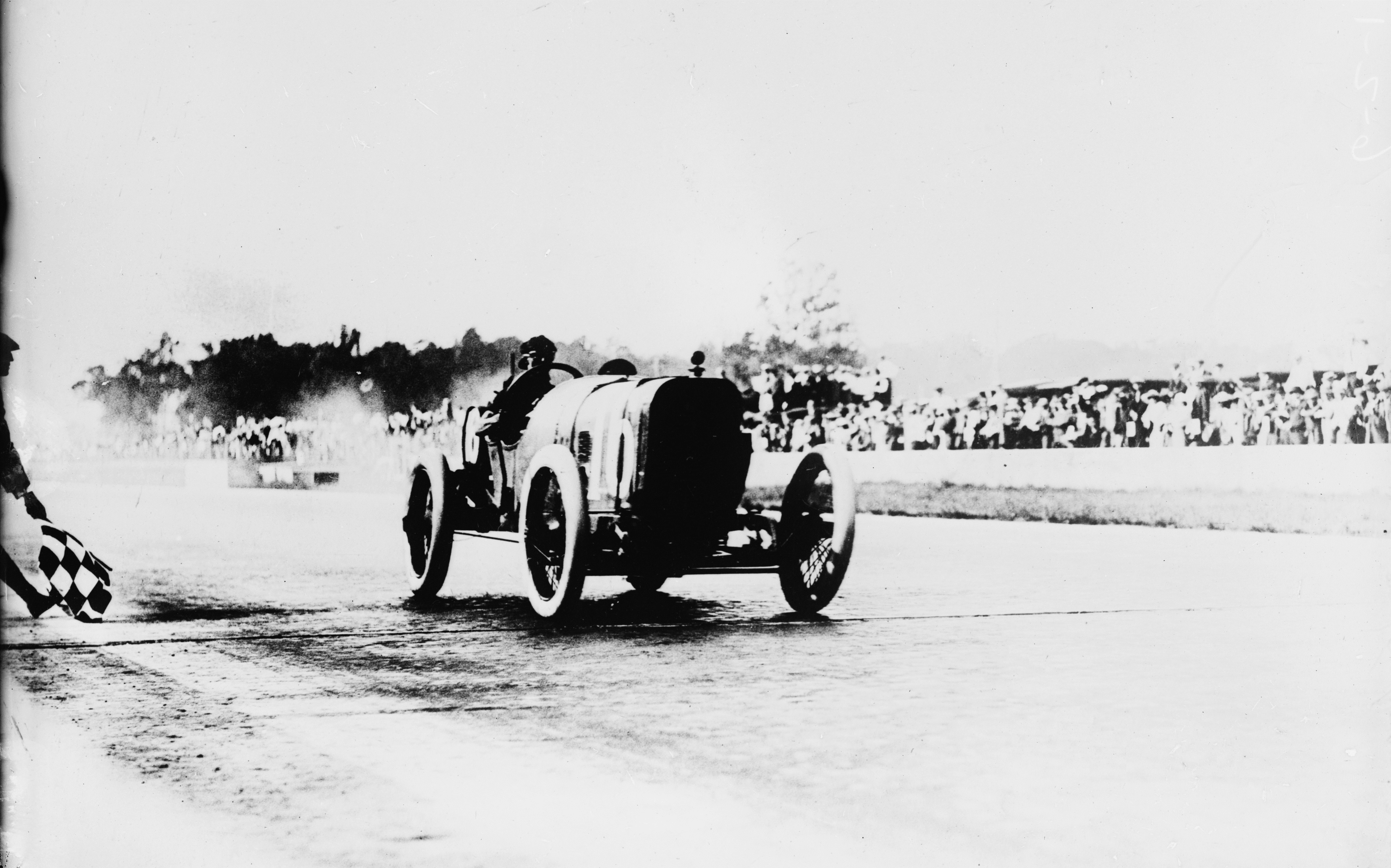
Jules Goux při vítězné jízdě v Indy 500 v roce 1913

Jules Goux (6. dubna 1885 Valentigney – 6. března 1965, Valentigney) byl francouzský automobilový závodník a průkopník automobilismu.

## Život
Inspirován mediální kampaní kolem závodů o Pohár Gordona Bennetta se mladý Jules Goux na začátku 20. století začal věnovat motorismu. Prvního vítězství dosáhl v roce 1908, kdy vyhrál v Sitges „Katalánský pohár“. Tento úspěch mu přinesl smlouvu s továrním týmem firmy Peugeot, kde byl jeho kolegou Georges Boillot.
V roce 1912 zvítězil Goux v závodě o cenu departementu Sarthe (Coupe de la Sarthe) na trati kolem Le Mans. Na přibližně stejné trati se v roce 1923 jel první závod 24 hodin Le Mans. V roce se s týmem Peugeot účastnil závodu 500 mil Indianapolis 1913 a jako první Evropan vůbec zvítězil. V ročníku 1914 se jako favorit účastnil také, pro technickou závadu ale dojel na čtvrtém místě. Stejného umístění dosáhl i v Grand Prix Francie 1914.
První světová válka závodní aktivity přerušila a Goux sloužil ve francouzské armádě. Po válce nastoupil jako tovární jezdec u firmy Ballot, s jejímž vozem v Grand Prix Francie 1921 získal třetí místo a při Grand Prix Itálie ve stejném roce zvítězil.
Poslední velké úspěchy slavil s vozem Bugatti v Grand Prix Francie 1926, kde zvítězil, stejně jako v závodě Grand Prix Evropy pořádaném jako Gran Premio de San Sebastián 1926.
Jako jeden z nemnoha závodníků své generace nezahynul Goux při závodech a dožil se vysokého věku. V roce 1965, ve věku 79 let, podlehl ve svém rodném městě Valentigney alergii.

## Sportovní úspěchy

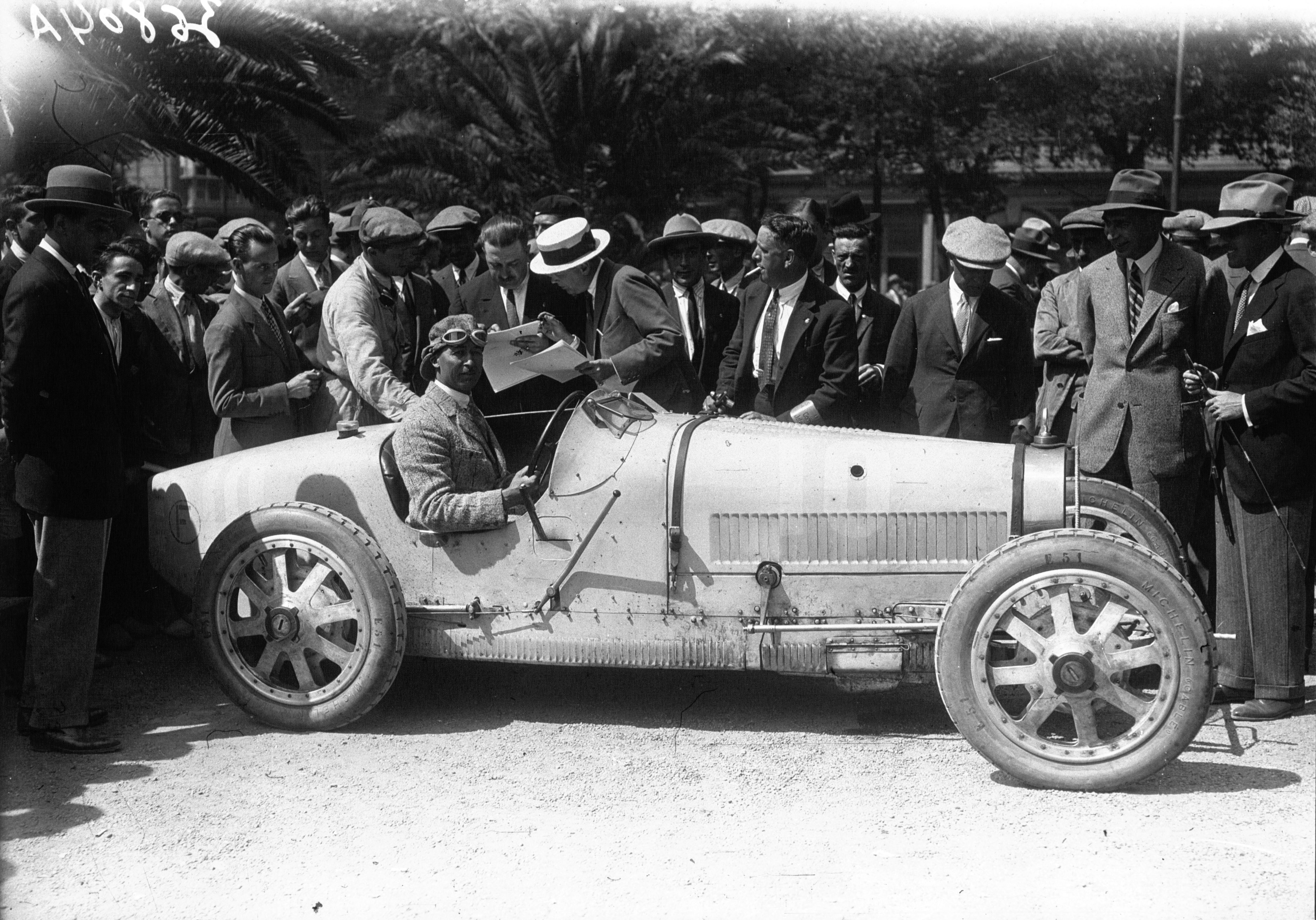
Jules Goux, San Sébastian 1926

23 vítězství celkem v průběhu 20 let
- 1906: (5. srpna) závod do vrchu Ballon d'Alsace, Peugeot
- 1906: závod do vrchu Val Suzon, Peugeot,
- 1909: Corsa Vetturette Madonie, Sicílie, Peugeot, (432 kilometrů)[1]
- 1909: „Katalánský pohár“, Sitges/Barcelona, Peugeot (364 kilometrů)
- 1909: závod do vrchu Nancy, Peugeot,
- 1909: závod do vrchu Limonest-Mont Verdun (Course de côte du Limonest), Peugeot,
- 1910: „Katalánský pohár“, získal pohár pro vítěze, pohár Královského autoklubu a královský pohár
- 1910: Coupe de Normandie u Caen s vozem Peugeot V2 inženýra Michauxe (okruh u Maladrerie, za ním dojel Georges Boillot)
- 1910: závod do vrchu, Gaillon, v kategorii voiturette s vozem Peugeot
- 1910: závod do vrchu, Nancy, Peugeot,
- 1911: závod do vrchu, Limonest, Peugeot
- 1911: vítězství v kategorii v závodě do vrchu Mont Ventoux, voiturette Peugeot
- 1911: závod v kategorii voiturette s čtyřválcovými motory v Ostende (Belgie, 450 km)
- 1912: Velká cena departementu Sarthe, evropský rekord s průměrnou rychlostí 119 km/h
- 1912: závod do vrchu Val Suzon (Dijon), rekordní čas závodu
- 1912: Meeting de Saint-Sébastien: letmý kilometr
- 1913: 100mph Short v Brooklands, „Velikonoční meeting“ 23. března, Peugeot L76 7,6 l
- 1913: (12. dubna): světový rekord v Brooklands, Peugeot L76 7,6 l (106,22 mph, i přes výměnu pneumatiky), na 50 a 100 mil[2]
- 1913: Velká cena USA, 500 mil Indianapolis, Peugeot L76 7,6 l (3. ročník závodu; čas 6 31'33.45")

přerušení kariéry první světovou válkou
- 1921: Meeting v Calais (Boulogne-sur-Mer), Ballot 5 l, rekord
- 1921: závod Coupe des As, rekord
- 1921: Coppa Florio, Ballot 3 l
- 1921: (4. září) Grand Prix Itálie (1. ročník, trasa Montichiari/Brescia[3]), Ballot 3 l: 500 km s průměrem 144,729 km, světový rekord na uzavřeném okruhu
- 1921: závod do vrchu, Gaillon, vůz Ballot 3 l
- 1922: závod do vrchu Griffoulet (Toulouse)
- 1926: Grand Prix Francie (ACF) (Miramas) 500 kilometrů, Bugatti 39A
- 1926: Grand Prix automobile d'Europe (Lasarte-Oria/San Sebastián), 500 kilometrů, Bugatti, pole position, před Robertem Benoistem